# Stora Harsjön, Uppland
Stora Harsjön är en sjö i Vallentuna kommun i Uppland och ingår i Norrtäljeån-Åkerströms kustområde. Sjön är 9,1 meter djup, har en yta på 0,4 kvadratkilometer och befinner sig 43,4 meter över havet. Sjön avvattnas av vattendraget Loån.

## Delavrinningsområde
Stora Harsjön ingår i det delavrinningsområde (660797-164411) som SMHI kallar för Utloppet av Tärnan. Medelhöjden är 57 meter över havet och ytan är 13,6 kvadratkilometer. Det finns inga avrinningsområden uppströms utan avrinningsområdet är högsta punkten. Avrinningsområdets utflöde Loån mynnar i havet. Avrinningsområdet består mestadels av skog (85 procent). Avrinningsområdet har 1,56 kvadratkilometer vattenytor vilket ger det en sjöprocent på 11,5 procent.